# OPUS：地球計畫
《OPUS：地球計畫》（英語：OPUS: The Day We Found Earth）是款以探索世界、體驗劇情為主的冒險遊戲，由台灣的SIGONO（原Team Signal）開發。
《OPUS：地球計畫》的故事是發生在數百萬年後，人類因為科技進步而開始進行基因改造，但長久下來也造成基因上的缺陷，因為缺乏人類原始基因的記錄，因此決定尋找已經成為神話的地球，希望找到彌補基因缺陷的方法。《OPUS 地球計畫》主要透過遊戲中的望遠鏡來探測太空，找尋可能是地球的行星，同時也會隨著劇情發展解答遊戲中的謎團。
遊戲最初於2015年10月22日在iOS以及Android上發售，並在2016年4月22日在Steam上推出Mac與Windows版本。2017年11月30日游戏在任天堂Switch上发行。
《OPUS：地球計畫》於2016年1月1日獲選為Google Play編輯精選，於2016年入圍第12屆國際行動遊戲大獎的「最富意義遊戲」提名，並獲得IMGA SEA國際行動大獎的「最佳敘事獎」，以及 Indieplay 中國獨立遊戲大賽「最佳行動遊戲」獎，與「最佳音樂音效」提名，和 2017台北電玩展「最佳故事獎」，以及東京電玩展 SOWN 八強作品等榮譽。
其續作為2017年推出之OPUS：靈魂之橋。

## 背景

### 劇情大綱
距今數百萬年後，人類離開了原本的故鄉：地球，遷徙到其他星球居住，地球已然成為神話故事中的名詞。人類因為科技的進步，開始透過基因改造來進化自身，不料基因在多次改造之後，漸漸爆發出了驚人的缺陷。經過了數十代，人類基因的逆向修補幾乎變得不可能，因此開啟了地球探索計畫，希望能從地球找到人類原始的基因來拯救人類。於是行星探索太空船「奧伯斯」被發射，其任務就是前往一個又一個的銀河系，用太空望遠鏡分析周邊的行星，目標是要找到與地球99%以上相似的星球。

### 人物

#### 艾姆
故事的主角，為泛用艙外活動機械人OP1414型，艾姆為其代號，也是麗莎博士給他取的名字。人格設定十分純真、孩子氣，被人戲稱為「鐵罐頭」的話會很生氣。非常喜歡麗莎博士，與博士約好了要找到地球。討厭真誠博士。

#### 麗莎（人工智慧）
泛用輔助人工智慧第三型，被植入了麗莎・亞當斯的人格，因此代號為麗莎。在奧伯斯恢復供電後重新啟動而與艾姆相遇。其誕生的目標就是實現艾姆的願望，能與太空望遠鏡連接，並用行星掃描演算法來幫助艾姆尋找地球。雖然外型和人格都和麗莎博士一樣，卻無法得到艾姆的承認。

#### 麗莎・亞當斯
奧伯斯的兩位宇航員之一，始終相信著地球的存在，即使遍尋了二十多個星系仍未找到地球，也沒有絲毫放棄的念頭。她為艾姆的啟動做了設定和校正，也教會艾姆操作太空望遠鏡，並賦予了艾姆尋找地球的目標。和竹內真誠因為理念不合經常吵架。

#### 竹內真誠
奧伯斯的兩位宇航員之一，他最初就不認為地球存在，並隨著計畫的受挫而更加深信不疑。說話語氣比較苛刻，但在麗莎博士倒下時照顧她，並獨自處理了危機狀況。

### 用語

#### 奧伯斯（OPUS）
地球探索計畫所發射的太空船，搭載了兩名宇航員，任務是在浩瀚宇宙中漫尋地球。主體為圓柱形，頂端部分是太空望遠鏡和觀測站，接著由上而下分別是行星研究室、實驗室、船體資訊室、休息室、引擎室，底部為對接閥。具有太陽帆、行星探測儀、星域雷達、象限探測器、太空望遠鏡等設備。太空船的系統會自動處理大部份的工作，也可經由對話接收指令，但指令下達者必須擁有相關權限。

#### 赫米斯銀河
故事開始時，奧伯斯所處的銀河系，麗莎博士相信很有可能是地球的所在地。

#### 恆星LISA
麗莎博士發現的第十顆恆星，並將此恆星取名為LISA。周圍有十顆行星環繞。

#### 麗莎演算法
由麗莎博士發明的演算法，也稱為行星掃描演算法，在博士啟動人工智慧麗莎時，將演算法植入了它的記憶體中，以幫助艾姆完成任務。

## 遊戲方式

進行行星探索任務過程中的遊戲畫面

OPUS：地球計畫是以探索為主軸，藉由探索過程逐步地揭開故事面紗的劇情向遊戲。其中探索又分成兩部分：行星以及太空船內部。

### 行星探索
由艾姆操作太空望遠鏡，透過一些線索來尋找系統偵測到的可疑行星，找到行星後進行分析比對，得出與地球的相似度。每顆行星相當於一個小的解謎任務，找到一定數量的行星後會觸發事件或者解鎖新的太空船區域。除此之外，如果在太空船內尋獲一些線索的話，也會出現輔助觀測任務，觀測的對象可能是恆星、星系、超新星殘骸等等。找到天體之後可以為其命名。

### 太空船內部探索
隨著行星探索的進度推展，太空船的供電率恢復到一定程度後會解開原本被鎖上的區域，讓艾姆前往該區尋找新的線索。在場景中點擊物品有時會觸發對話，從對話內容中可以得知故事的世界背景、角色的過去等等，有時候也會開啟輔助的觀測任務。

### 觀測種類
儘管觀測對象以行星為主，在輔助任務中也會觀測到其他的天體，種類包含：恆星、衛星、遙遠星系、超新星殘骸、小行星群。

### 行星資料
行星經過分析後可以取得資料，包含半徑、質量、溫度、水分，以及一段文字描述，內容可能涉及自轉速度、衛星、大氣層、氣象、水域覆蓋、有機生命反應等等。

## Steam版本
《OPUS：地球計畫》的Steam版本於2016年3月12日通過Steam Greenlight投票，並於4月22日在Steam平台上架，數位版原聲帶同步發售。
遊戲內容與行動平台版本大致相同，添加了全程過場動畫，並且為了從手機轉換到電腦平台做出大量細節修正，包含操作方式從觸控改為鍵盤/滑鼠操作，以及介面、美術素材的重製、高畫質化等。

## 評價
《OPUS：地球計畫》被電腦玩物評價為「一場精心佈局的神話舞台劇」，
遊戲並於2016年1月1日獲選為Google Play編輯精選，於2016年入圍第12屆國際行動遊戲大獎的「最富意義遊戲」提名，並獲得IMGA SEA國際行動大獎的「最佳敘事獎」，以及 Indieplay 中國獨立遊戲大賽「最佳行動遊戲」獎，與「最佳音樂音效」提名，和 2017台北電玩展「最佳故事獎」。
| 年份 | 獎項 |
| ---- | --- |
| 2016 | 獲得 東京電玩展 SOWN 八強作品 獲得 IMGA SEA 最佳敘事獎 入選 IMGA Global 最富意義遊戲 獲得 Indieplay 最佳移動遊戲 提名 Indieplay 最佳音樂音效              |
| 2017 | 獲得 法米通編輯推薦 獲得 App Store 全球精選遊戲 獲得 Google Play 全球精選遊戲 獲得 Google Play 編輯精選 獲得 Taipei Game Show Indie Game Award 最佳劇情獎 |

## 相關周邊

### 小說
《OPUS：地球計畫》的小說版《OPUS地球計畫 - 神話裡的故鄉》於2018年由尖端出版，月亮熊執筆，天之火、鸚鵡洲插畫。
| 卷數 | 尖端出版      | 尖端出版               |
| 卷數 | 發售日期      | ISBN                   |
| ---- | ------------- | ---------------------- |
| 1    | 2018年8月16日 | ISBN 978-9-57-108181-6 |

### 漫畫
《OPUS地球計畫》漫畫版從2020年2月開始連載，由月亮熊執筆，陳PN作畫，由原動力文化推出。《OPUS地球計畫》漫畫單行本第一集於同年10月出版。
| 卷數 | 原動力文化     | 原動力文化             |
| 卷數 | 發售日期       | ISBN                   |
| ---- | -------------- | ---------------------- |
| 1    | 2020年10月14日 | ISBN 978-9-86-991016-3 |

### 原聲帶
《OPUS：地球計畫》原聲帶先於2015年10月21日發售，後於Steam上架作為遊戲的可下載內容推出。收錄了遊戲中使用的17首曲目，以及4首特別收錄曲。
曲風包含了氛圍電子，超微量後搖，實驗音樂與Chill Out等，由台灣音樂家Triodust作曲。
| 曲名                   | 音樂家   |
| ---------------------- | -------- |
| Terrestrial            | Triodust |
| Azure                  | Triodust |
| Lisa                   | Triodust |
| Invisible              | Triodust |
| Quasar                 | Triodust |
| Mu                     | Triodust |
| Nebulae                | Triodust |
| Galaxy                 | Triodust |
| Z4                     | Triodust |
| H.A.L                  | Triodust |
| Revive                 | Triodust |
| Hope                   | Triodust |
| Found                  | Triodust |
| Tone                   | Triodust |
| For                    | Triodust |
| Beyond ft. Nicholas    | Triodust |
| The Day We Found Earth | Triodust |
| Beyond (instrumental)  | Triodust |
| Beyond (piano)         | Triodust |
| Weber                  | Triodust |
| DopplerFX              | Triodust |

## 外部連結
- 《OPUS：地球計畫》官方網站（页面存档备份，存于）（英文）